# セクシュアル・リプロダクティブ・ヘルス
セクシュアル・リプロダクティブ・ヘルスまたは性と生殖に関する健康（英: Sexual and reproductive health; SRH）とは、研究、医療、社会活動の分野における、個人の生殖器系の健康と人生のあらゆる段階における性的幸福の探求である。より一般的にはSRHは、セクシュアル・リプロダクティブ・ヘルス・ライツ（性と生殖に関する健康と権利、SRHR）と定義され、性的および生殖的活動について選択する個人の主体性を包含する。
この用語は世界保健機関（WHO）の健康の定義「身体的、精神的、社会的に完全に良好な状態であり、単に病気や虚弱がないことではない」の枠組みの中で更に風呂敷を広げることも出来る。WHOは性の健康を次のように定義している（2006年）。
……身体的、感情的、精神的、社会的に良好な状態であり、単に病気や機能障害、虚弱でないことではない。セクシュアル・ヘルスは、セクシュアリティと性的関係に対する肯定的かつ尊重的なアプローチと、強制、差別、暴力のない、安全で満ち足りた性的体験の可能性を備えなければならない。性の健康が達成され維持されるためには、すべての人の性的権利が尊重され、保護され、満たされなければならない。—セクシュアル・リプロダクティブ・ヘルス・リサーチ、
これは性的幸福をも含み、個人が責任ある、満足のいく安全なセックスをする能力と、それをするか否か、いつするか、どれ程の頻度でするかを決める自由が含まれる。特に国連機関は、性と生殖に関する健康を、性に関する身体的・心理的な健康の双方を含むものと定義している。更に性生活が楽しく満足のいくものであること、セックスの悪影響だけに焦点を当てるのではなく、安全で満足のいく関係が健康と幸福に与える良い影響を考慮することが重要であることが、世界性健康協会などの多くの機関によって強調されてきた。更に解釈すると、性教育を受けること、安全で効果的で手頃な価格で受け入れられる避妊方法を用いること、適切な医療サービスを利用することも含まれる。女性が安全に妊娠と出産を乗り切ることが出来れば、カップルが健康な子供を産める可能性が最大限に高まるからである。
セクシュアル・リプロダクティブ・ヘルス・ライツ（SRHR）を主張するグットマッハー・ランセット委員会は、次のように述べている。
SRHRは、ジェンダーの平等や女性の幸福との関連、妊産婦・新生児・小児・青少年の健康への影響、将来の経済発展と環境の持続可能性を形成する役割から、持続可能な開発には不可欠である。しかし政治的な取り組みの弱さ、リソースの不足、女性や女児に対する根強い差別、性に関する問題をオープンかつ包括的に扱おうとしない姿勢により、総ての人のSRHR実現に向けた進歩は妨げられてきた。その結果、世界中の生殖年齢にある43億人のほぼ全員が、生涯を通じてセクシュアル・リプロダクティブ・ヘルスサービスを充分に受けられていない。—進歩を加速させよ―性と生殖に関する健康と権利を全ての人に：Guttmacher-Lancet委員会報告書、
個人はリプロダクティブ・ヘルスサービスにおいて不平等に直面している。不平等は社会経済的地位、教育水準、年齢、民族、宗教、および環境で利用可能なリソースによって異なってくる。低所得者は適切な保健サービスの利用や、リプロダクティブ・ヘルスを維持する方法についての知識が不足している可能性がある。さらにリプロダクティブ・ヘルスを改善するための介入や戦略において、女性、家族、地域コミュニティが積極的な関係者として関与する多くのアプローチがある。

## 概要
WHOは2008年に「リプロダクティブ・セクシュアル・イルヘルス（性と生殖に関する不健康）は、世界の女性の不健康負荷の20％、男性の不健康負荷の14％を占めている」と評価している。リプロダクティブ・ヘルスはセクシュアル・リプロダクティブ・ヘルス・ライツの一部である。国連人口基金（UNFPA）によると、セクシュアル・リプロダクティブ・ヘルスのニーズが満たされていないと、女性は「自分の身体と将来についての重大な選択」をする権利を奪われ、家族の福祉に影響を与える。女性は子供を産み育てるのが普通なので、リプロダクティブ・ヘルスは男女平等と切り離せない。このような権利の否定は、貧困をも悪化させる。

## 思春期の健康
思春期の健康は世界的に大きな負担を生み出し、早期妊娠や子育ての問題、避妊や安全な中絶の難しさ、医療へのアクセスの欠如、HIV、性感染症、精神衛生上の問題の発生率の高さなど、成人のリプロダクティブ・ヘルスと比較して多くの多様な追加的課題を抱えている。これらの問題はそれぞれ、外部の政治的、経済的、社会文化的影響によって影響を受ける可能性がある。殆どの思春期の女性の身体は成長の途上にあり、妊娠すると合併症を起こし易くなる。これらの合併症には、貧血、マラリア、HIV等の性感染症、産後出血やその他の産後合併症、鬱病などの精神疾患、自殺念慮や自殺未遂など多岐に渡る。2016年の15～19歳の思春期の出生率は1000人当たり45人であった。2014年には、3人に1人が性的暴力を経験し、120万人以上が死亡した。15～19歳の女性の死因のトップ3は、母体疾患10.1％、自傷行為9.6％、交通事故6.1％である。

15～19歳女性1,000人当たりの10代出産率（2000～2009年）

10代の妊娠の原因は多岐に渡る。発展途上国では、若い女性が様々な理由で結婚を迫られる。仕事の手伝いのために子供を産むこと、持参金制度により家族の収入を増やすこと、見合い結婚などである。これらの理由は少女たちの家族の経済的ニーズ、文化的規範、宗教的信念、外的な対立と結びついている。思春期の妊娠は特に発展途上国において健康上のリスクを高め、貧困の悪循環を維持する一因となっている。
10代の若者に対する性教育の有無や種類は、世界各地で異なる。非異性愛を自認する10代の若者は、同性愛行為が社会的に非難されたり、違法とされたりする場所に住んでいる場合、更なる問題を抱える可能性がある。極端なケースでは、LGBT+の若者の間で鬱病、社会的孤立、更には自殺が発生することもある。

## 妊婦の健康

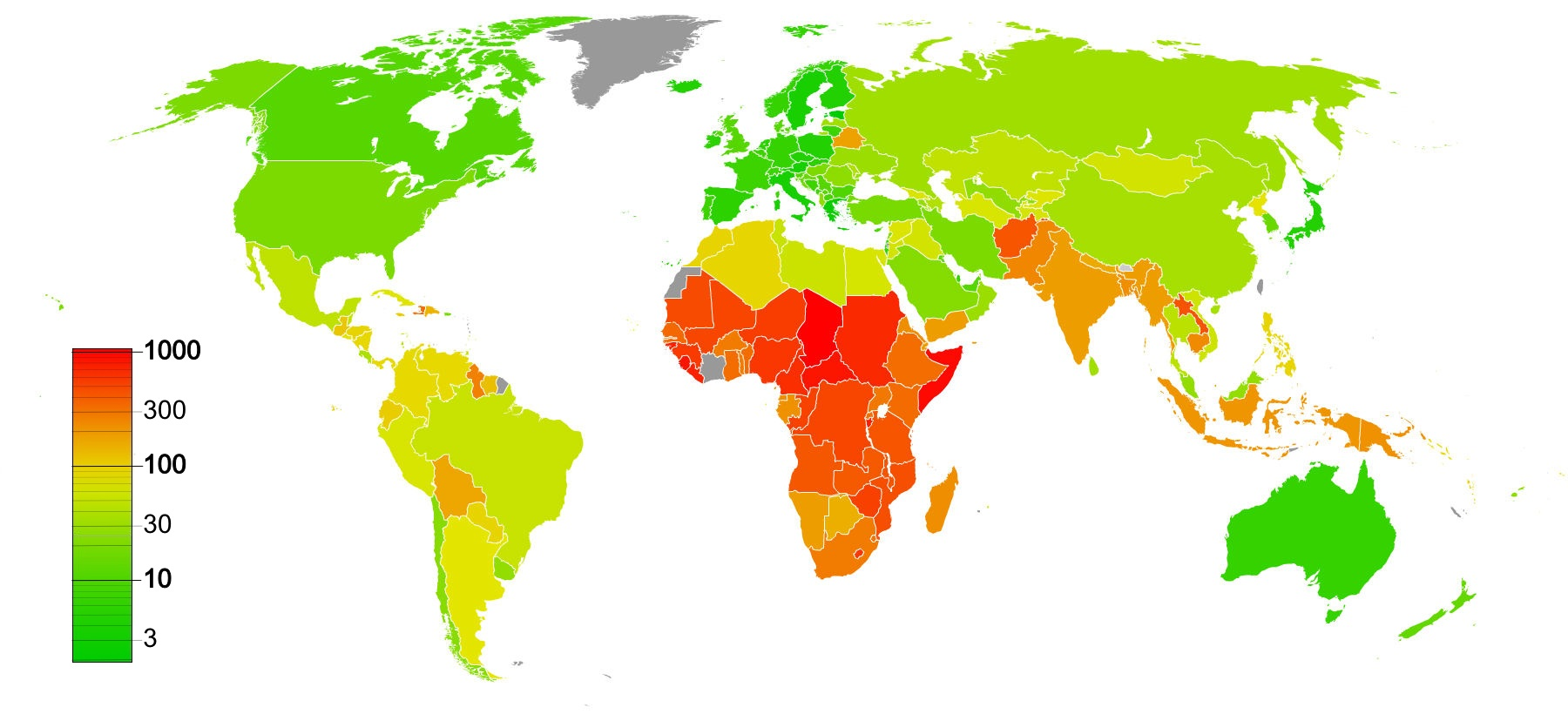
世界の妊産婦死亡率。妊娠またはその管理による、あるいはそれらにより悪化した事象を原因とする、出生10万人当たりの妊産婦死亡数（偶発的または付随的な原因を除く）で定義される。

妊産婦死亡の95％は低所得の地域や国で発生しており、25年間で世界の妊産婦死亡率は44％まで低下した。統計的には、出産時に女性が生存できる可能性は、社会経済的地位、医療へのアクセス、地理的に住んでいる場所、文化的規範と密接に結びついている。比較すると、発展途上国では毎分1人の女性が出産に伴う合併症で死亡しているのに対し、先進国では妊産婦死亡の合計の1％に過ぎない。発展途上国の女性は家族計画サービスを殆ど利用せず、異なる文化的慣習、情報不足、分娩介助者、産前ケア、避妊、産後ケア、医療へのアクセス不足があり、一般的に貧困状態にある。2015年には、低所得国の人々が妊産婦ケアを利用できたのは平均40％であり、死亡を予防可能であった。これらすべての理由が、妊産婦死亡率（MMR）の上昇に繋がった。
利用可能な妊産婦サービスの質とその国の財政的地位の高さとの間には、重要な関係がある。サハラ以南のアフリカや南アジアでは医療従事者や安価な医療機会が著しく奪われており、このことを例証している。殆どの国は、政府の税収と地元の家計からの資金を組み合わせて医療サービスを提供している。貧しい国や富が極端に集中している地域では、周縁の市民が顧みられず見過ごされる。他にも適切なリーダーシップが欠如しているとその国の資源や地位にも拘らず国の公共部門が不適切に扱われたり、パフォーマンスが低下したりすることがある。更に貧しい国が税金で医療サービスを賄うことは、国民、そして実質的に母親自身に大きな経済的負担を強いることになる。

世界の妊産婦保健の質の低さを是正するものとして、メンタルヘルス部門の責任と説明責任が強く強調されている。世界中の多様な妊産婦保健介入策の影響は様々で、大きく偏っている。国際的に安全な母性プログラムの殆どは多額の資金を巡って競争しなければならず、この問題に対する政治的および財政的関与が不足している結果である。妊産婦の健康に投資することは、最終的にジェンダー不平等、貧困、一般的な世界的健康基準といったいくつかの問題を前進させることになる。現状では国際的に見ても妊婦は妊娠期間中ずっと高い経済的負担を強いられており、これは非常に負担が大きい。

人口統計研究所による出生率別国別マップ（2020年）

加えて両親のどちらかが遺伝性疾患を患っている場合、それが子供に遺伝するリスクもある。その場合、避妊や技術的な解決策（生殖補助医療）も選択肢になり得る。

## LGBT+の健康
LGBT+の人々のセクシュアル・リプロダクティブ・ヘルスは、現在進行中のHIVパンデミックのような問題、「男性」と「女性」のリプロダクティブ・ヘルスに関する二元的枠組み、LGBT+の人々が必要なヘルスケアを利用することを制限する烙印や抑圧などの課題に直面している。セクシュアル・ヘルスは、性的指向に関連した身体的、感情的、精神的、社会的幸福の状態であるので、個人の性的・身体的健康だけでなく、個人の幸福に影響を与える文化的・状況的要因も考慮することが重要である。
有能な医療提供者の不足と同性愛に付き纏う偏見は、LGBT+の人々のセクシュアル・ヘルスに大きな影響を与えている。LGBT+の人々は、セクシュアル・リプロダクティブ・ヘルスの面で多くの障害に直面している。これらの障壁に伴う様々な烙印と先入観が、適切なケアを受けることを困難にしている。セクシュアル・リプロダクティブ・ヘルスに関してLGBT+の人々に付き纏う偏見の中には、特定の病気や他の疾患をこのコミュニティに関連付けるものがある。このためLGBT+の人々は脆弱な立場に置かれ、多くの健康格差の犠牲者となっている。LGBT+の人々の全体的な健康は、セクシュアル・リプロダクティブ・ヘルスに左右される。何故ならこれらは全て、これらの人々の健康を構成するものだからである。LGBT+の人々は医療提供者や保険会社からの差別にも直面し、更に他のあらゆる障害にも直面している。これらの総ての要因により、LGBT+の人々の健康状態は悪化している。

## 性感染症

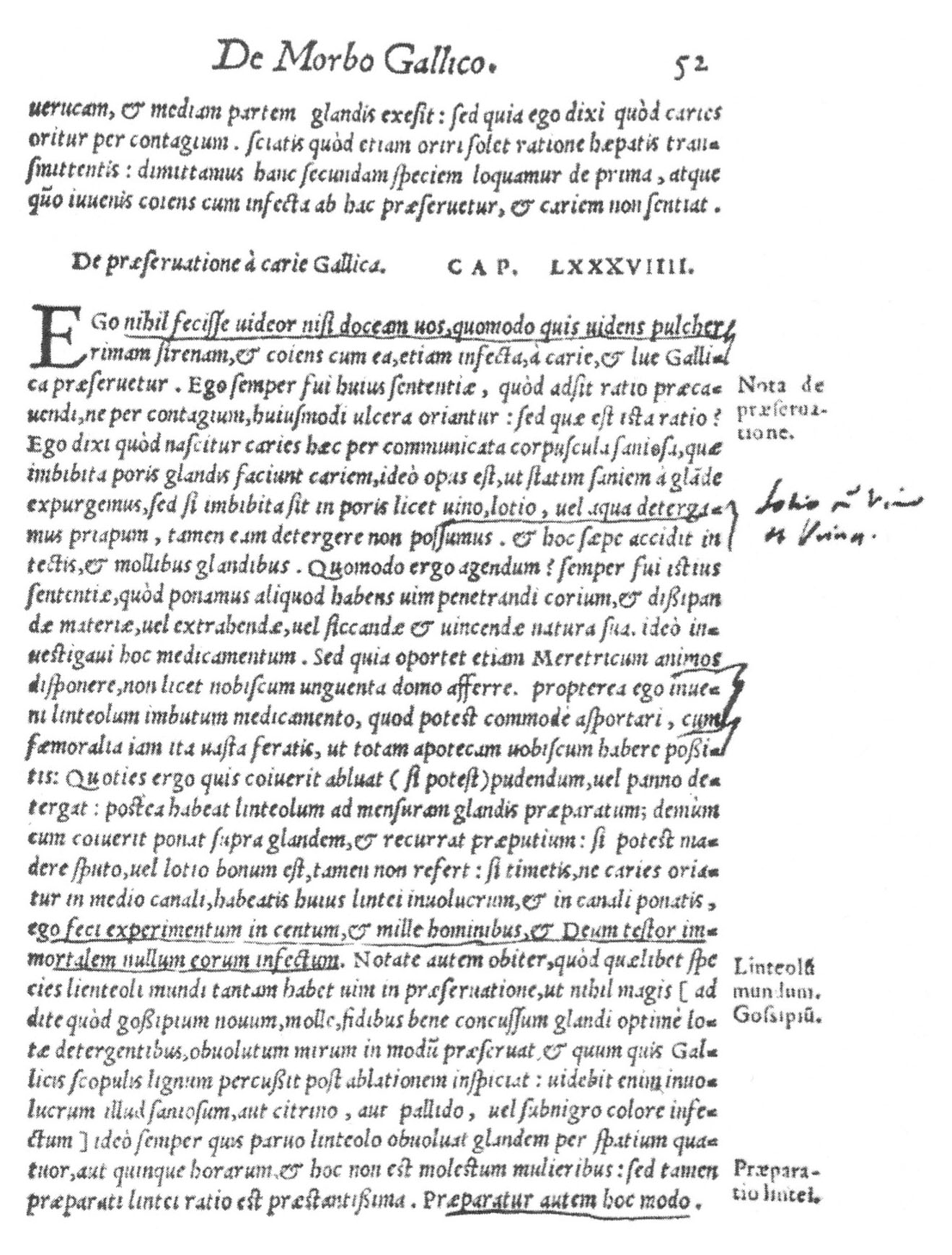
ガブリエレ・ファロッピオの梅毒に関する論文『De Morbo Gallico（フランスの病気について）』の1ページ。1564年に出版され、初期のコンドームの使用法が記されている。

性感染症（STI）は、性行為によってヒト間で感染する可能性が高い感染症を指す。米国疾病予防管理センター（CDC）は、クラミジア、淋病、B型肝炎ウイルス（HBV）、単純ヘルペスウイルス2型（HSV-2）、ヒト免疫不全ウイルス（HIV）、ヒトパピローマウイルス（HPV）、梅毒、トリコモナスという8つの主要なSTIを分析している。
| データなし <0.10 0.10–0.5 0.5–1 | 1–5 5–15 15–50 |

梅毒による死亡者数（100万人当たり，2012年）

淋病による障害調整生存年（10万人当たり，2004年）

世界では1日あたり100万人の新規感染者が発生している。2020年にはWHOは4つの性感染症のうち1つによる新規感染者が3億7,400万人と推定した。その内訳はクラミジア（1億2,900万人）、淋病（8,200万人）、梅毒（710万人）、トリコモナス症（1億5,600万人）である。2016年には4億9,000万人以上が性器ヘルペスに感染していると推定され、推定3億人の女性が子宮頸癌や男性と性交渉を持つ男性の肛門癌の主な原因であるHPVに感染している。このような大きな数字は地域経済や世界経済に大きな負担を強いている。2015年にオックスフォード大学で行われた研究では、参加者に早期に抗ウイルス薬（ART）を投与したにも拘らず、20年間で推定2,560億ドルの費用が掛かったと結論付けられた。
性的に活発な人々が包括的な性教育により、感染の知識、コンドームの普及、主要で脆弱な人々を対象とした介入について教育されれば、STIの発生率は大幅に低下する。最近の証拠によると、人々の性生活において快楽が果たす役割を認めてセクシュアル・ヘルスサービスや教育に統合すると、コンドームの使用を増やし、セクシュアル・ヘルスを向上させることに大きな影響を与える。南アフリカの政策は、HIVのリスクがあるHIV陽性の女性やそのパートナー、子供達のニーズに対応している。
CDCによると、米国での性感染症の罹患率は非ヒスパニック系白人に比べ、黒人社会では5～8倍高い。若い黒人女性はHIVを含むSTIのリスクが高いが、ジョージア州アトランタ郊外で発表された最近の研究では、STIの有無を確認するための膣ぬぐい液とデータ（人口統計学的、心理学的、行動学的指標）を収集した結果、大学を卒業した女性はSTIに感染する可能性が遥かに低く、学歴が上がり人口統計学的な地域や地位が上がるにつれてSTI/HIVに感染する可能性が低くなることが明らかになった。

## 避妊
多くの国ではリプロダクティブ・ヘルス・サービスへのアクセス性が非常に悪い。女性は、妊産婦保健サービスの存在を知らない、または移動の自由がないため、妊産婦保健サービスにアクセスできないことが多い。強制妊娠させられたり、外出を禁じられている女性もいる。多くの国では女性は男性の親族や夫が同伴していないと外出できず、医療サービスを受けることが制限されている。従って、リプロダクティブ・ヘルスを改善するためには女性の自律性を高めることが必要であるが、そのためには文化的な転換が必要かもしれない。WHOによれば、「すべての女性は妊娠中の出産前ケア、出産時の熟練したケア、産後数週間のケアとサポートを受ける必要がある」。
法律が特定のリプロダクティブ・ヘルス・サービスを認めているからといって、それが実際に人々に利用されているとは限らない。避妊、不妊手術、中絶が受けられるか否かは、法律だけでなく、社会的、文化的、宗教的規範にも左右される。

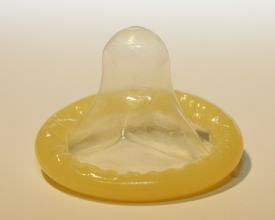
コンドームは、性病や望まない妊娠の防止に有用である。

世界の発展途上地域では、妊娠を避けたくても安全で効果的な家族計画法が使えない女性が約2億1,400万人いる。正しく服用すれば複合経口避妊薬は99％以上の妊娠予防効果があるが、性感染症（STI）を防ぐことはできない。コンドームの使用など、STIからの保護と望まない妊娠の両方を達成する方法もある。望まない妊娠を減らす最も古い方法のひとつは膣外射精で、今でも発展途上国で広く使われている。
避妊法には多くの種類がある。その一つはバリア方式で、男性用と女性用のコンドームが存在する。どちらのタイプも、精子が女性の子宮に入るのを阻止して妊娠の発生を予防する。もう一つは避妊ピルである。プロゲスチンとエストロゲンの配合剤は基本的な医療制度で必要とされる最も重要な医薬品である世界保健機関（WHO）の必須医薬品リストに掲載されている。多くの女性がこの避妊法を使用しているが、同程度の女性が副作用等により使用を中止している。

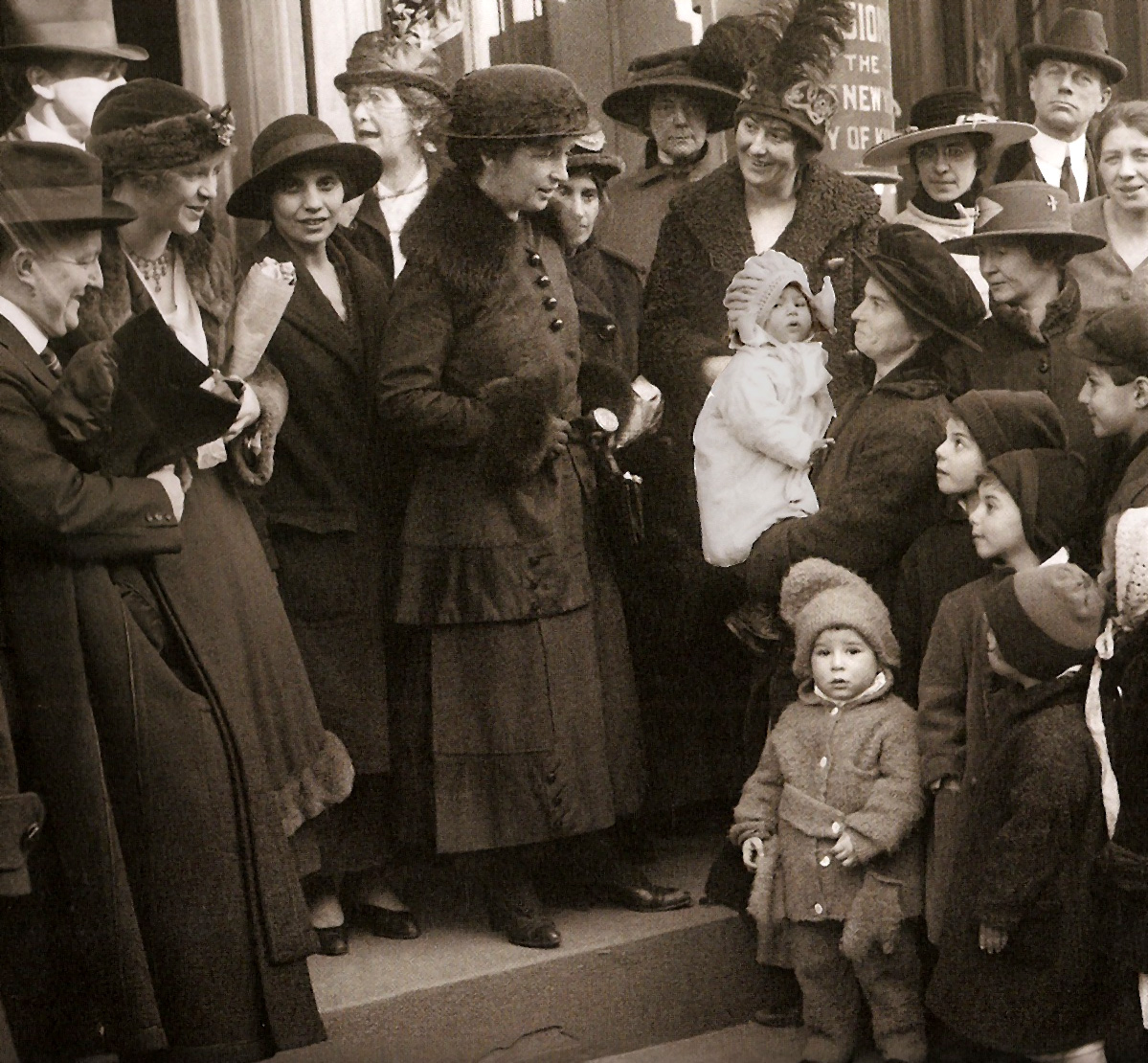
1917年1月8日、ニューヨーク市ブルックリンの裁判所の階段に居る、避妊クリニックを開設した罪で裁判中のマーガレット・サンガーと妹のエシル・バーン。 避妊は一部の文化圏では論争の的となっており、現在も続いている。

歴史的にも現代においても、避妊の使用には多くの反対意見がある。リチャード・ニクソンが大統領に選出された1968年には、出生率は第二次世界大戦が終結して以来最低の水準にあるため、避妊はそもそも必要ないと主張された。
人口計画論は、ルーマニア社会主義共和国のニコライ・チャウシェスクの人口政策の基礎にもなった。彼は、中絶や避妊の非合法化、女性の妊娠検査の定期実施、子無しに対する課税、子供のいない人に対する法的差別など、非常に積極的な出生主義政策を採用した。この政策では、人口統計の目標を達成するための手段として強制は容認されると考えられていた。
宗教的な反対意見は、結婚前の性交渉はすべきではないが結婚したカップルはできるだけ多くの子供を持つべきであるというものである。この主張は1968年に発表されたローマ法王の回勅『Humanae Vitae』に記されている。カトリック教会は、避妊薬は神の自然法則を損なうものであるとして避妊薬に反対している。
避妊の支援は、リプロダクティブ・ライツ、女性の権利、育児放棄や子供の貧困を防ぐ必要性などの見解に基づいている。WHOは、「意図しない妊娠を防ぐことで、家族計画／避妊は母子の死を防ぐ」と述べている。

## 妊娠中絶
世界では、毎年推定2,500万件の安全でない中絶が行われている。こうした危険な妊娠中絶の大部分は、アフリカ、アジア、ラテンアメリカの発展途上国で発生している。
中絶論争とは、自称「プロチョイス」運動や「プロライフ」運動が関わる、人工妊娠中絶の道徳的、法的、宗教的位置付けを巡る現在進行中の論争である。世界保健機関（WHO）の記事は、合法的な中絶はどこに住んでいようと女性の基本的権利であるとし、安全でない中絶は静かなパンデミックであると主張している。2005年には1,900万から2,000万件の中絶に合併症が起こり、その中には永続的なものもあると推定され、また別の推定では68,000人の女性が安全でない中絶により死亡している。 
1994年の国際人口開発会議（ICPD）でカイロ行動計画の交渉が行われた際、人工中絶の問題は非常に紛糾したため、代表団は最終的に中絶を合法化する勧告を一切省き、代わりに政府に適切な中絶後のケアを提供し、望まない妊娠を減らすプログラムに投資するよう勧告した。
2008年、欧州47カ国からなる欧州評議会議員会議は、合理的な妊娠期間内での中絶の非犯罪化と、安全な妊娠中絶処置へのアクセスの保証を求める決議を採択した。この拘束力のない決議は16日、102対69の賛成多数で可決された。
妊娠中絶処置へのアクセスは合法性の問題であるだけでなく、医療スタッフの良心的拒否、高価格、法律に関する知識不足、医療へのアクセスの欠如（特に農村部）などの事実上の障壁を克服する問題でもある。中絶が合法である国でさえ女性が事実上中絶にアクセスできないことは、女性が実際には権利を持たないという状況に繋がるため、非常に物議を醸している。国連は2017年の「女性と女児に対するあらゆる形態の暴力の防止と根絶に向けた取り組みの強化：家庭内暴力」に関する決議で、各国に対し「国内法でそのようなサービスが認められている場合の安全な中絶」へのアクセスを保証するよう求めた。
国連は2017年の「女性と女児に対するあらゆる形態の暴力を防止し、撤廃するための努力の強化：ドメスティック・バイオレンス（DV）」に関する決議で、「そのようなサービスが国内法で認められている場合、安全な中絶」へのアクセスを保証するよう各国に求めた。
世界的に見て、中絶に関する法律が最も厳しい地域はラテンアメリカ（ラテンアメリカにおけるリプロダクティブ・ライツを参照）であると考えられており、この地域はラテンアメリカのカトリック教会の影響を強く受けている。

## 児童婚・強制婚

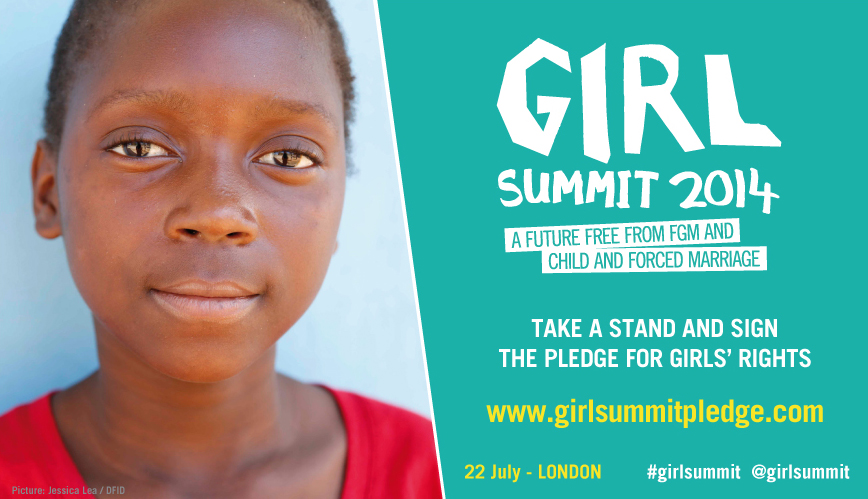
児童婚・強制婚反対ポスター

世界の多くの地域にある 若い女児に早婚を強要する慣習は、彼女等のリプロダクティブ・ヘルスを脅かしている。世界保健機関（WHO）によれば：
幼い少女達は性経験の豊富な年上の男性配偶者との性交渉を強要されることが多いため、児童婚の女性の性と生殖に関する健康は危険に曝される可能性が高い。女性配偶者は安全な性交渉や避妊を実践するための地位も知識もないことが多く、HIVやその他の性感染症にかかるリスクが高まるだけでなく、若年妊娠する可能性も高くなる。—児童婚―健康への脅威
ニジェールは18歳未満の児童婚が世界で最も多く、バングラデシュは15歳未満の女児の結婚率が最も高い。花嫁の値段や持参金のような慣習は、児童婚や強制結婚の一因となりうる。
日本では2023年に改正刑法が施行され、性的同意年齢が16歳に引き上げられた。米国では州ごとに異なり、カリフォルニア州では「配偶者である未成年者」との行為は合法であり年齢に下限がない。フランスでは14歳以下への性的行為は合意の有無を問わず、強姦罪に問われる。

## 性器改造

### 男性
男性器の改変は西欧ではポジティブな文脈で語られる。最も多く見られるものは割礼であり、アブラハムの宗教では唯一神との契約を意味している。但しキリスト教では改宗の要件として割礼を必須とせず、自由である。
豪州の先住民族では尿道割礼が、南アフリカなどでは半去勢が、成年男子への通過儀礼として実施されている。
近年ではこうした男性への性器改造も、児童虐待や男性差別だと認識されることも増えてきた。

### 女性

アフリカ、イラク・クルディスタン、イエメンにおけるFGM（2015年）

女性器の改変はほぼ常にネガティブな文脈で語られる。女性器切除（Female genital mutilation; FGM）は外性器の全部または一部を切除することにより、女性の生殖器官を変更または損傷する伝統的な非医療的慣習である。主にアフリカ、中東、アジアの30カ国で行われており、世界で2億人以上の女性と女児が影響を受けている。より深刻な形態のFGMは、ジブチ、エリトリア、エチオピア、ソマリア、スーダンに集中している。
WHOはFGMを4種に分類している：
- タイプI（陰核切除術（英語版））では陰核の全部または一部が切除される。陰核亀頭と共に陰核包皮も切除する場合／しない場合がある。

- タイプII（切除）は小陰唇の全部または一部と共に陰核が切除される。これには大陰唇の全部または一部の切除が含まれる場合／含まれない場合がある。
- タイプIII（陰門封鎖）は小陰唇または大陰唇を切除して傷口を縫合し、狭い開口部のみを残す行為である。
- タイプIV は「医療目的以外の女性器へのあらゆる有害な処置（ピアス、削皮、焼灼）」を指す[64]。

FGMは多くの場合、年長者やコミュニティ・リーダーによって行われる伝統的な祝典の形をとる。女性がこの処置を受ける年齢は文化によって異なるが、思春期前の少女に行われるのが最も一般的である。一部の文化では、FGMを少女の成人の儀式として重んじ、結婚後も女性の処女と夫への貞操を守るために行われる。またFGMは女性の美と衛生に関する幾つかの伝統的な理想と密接に結びついている。FGMは状況によって宗教的な意味合いを持つ場合と持たない場合がある。

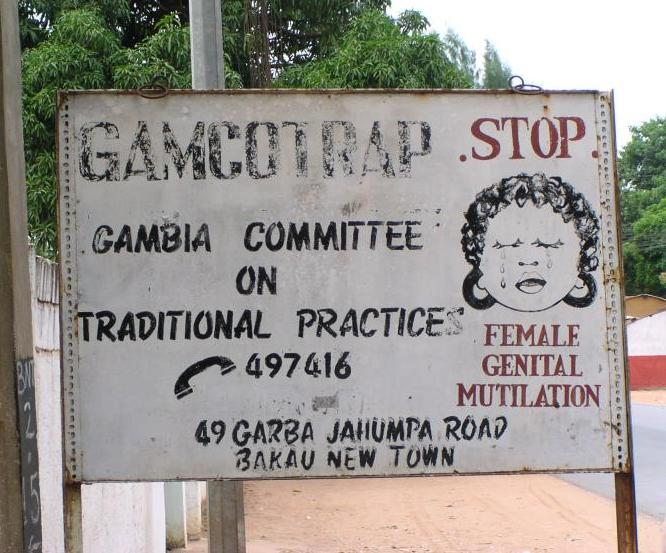
反FGMの道路標識（ガンビア、バカウ、2005年）

FGMには健康上の利点はなく、女性や少女の身体の自然な機能を阻害し、激しい痛み、ショック、出血、破傷風や敗血症（細菌感染）、尿閉、性器周辺の開放性ただれ、近くの性器組織の損傷、膀胱や尿路の再発性感染、嚢胞、不妊のリスク増加、出産時の合併症、新生児の死亡などを引き起こす。FGMを受けた女性では性的な問題が起こる可能性が1.5倍高く、性交痛を経験し、性的満足度が低く、性的欲求の欠如を訴える可能性が2倍高い。更に出産合併症による妊産婦と胎児の死亡率が著しく高い。
FGMは施術中も施術後も、女性に深刻な心理的悪影響を及ぼす可能性がある。これには、抑鬱、不安、心的外傷後ストレス障害、自尊心の低下などの長期的な症状が含まれる可能性がある。女性の中には、施術が同意や知識なしに行われたと報告し、施術中に恐怖と無力感を覚えたと述べる人も居る。2018年の研究では、FGMを受けた女性、特に より深刻な形態の処置を経験した女性や幼少期にFGMを受けた女性では、コルチゾールが大量に分泌されることが判明した。これはトラウマやストレスに対する身体の化学反応を示すもので、PTSDやその他のトラウマ障害の症状を発症するリスクが高いことを示す可能性があるが、直接的な相関関係を示す研究は限られている。
イスタンブール条約はFGMを禁止している（第38条）。一部の国ではFGMを防止するための法律が導入されている。2016年に30カ国を対象に行われた調査では、24カ国がFGMを管理・防止するための政策を策定しているものの、資金、教育、リソースを提供するプロセスは一貫性がなく、不充分であることが明らかにされた。FGMの発生率が僅かに低下した国もあれば、殆ど変化がない国もある。

## 国際人口開発会議, 1994年
1994年9月5日から13日まで、エジプトのカイロで「国際人口開発会議（ICPD）」が開催された。179カ国の代表団が参加し、今後20年間の人口と開発に関する行動計画を纏めるための交渉が行われた。各国政府、国連機関、NGO、メディアから約2万人の代表団が集まり、移民、乳幼児死亡率、避妊、家族計画、女性の教育など、様々な人口問題について討議した。
ICPD行動計画の中で、リプロダクティブ・ヘルスは次のように定義されている：
生殖器官とその機能およびプロセスに関連するすべての事柄において、単に病気や病弱がないだけでなく、身体的、精神的、社会的に完全に健康な状態であること。従ってリプロダクティブ・ヘルスとは、人々が満足のいく安全な性生活を営むことができ、生殖能力を持ち、いつ、どれくらいの頻度で生殖を行うかを決定する自由を有することを意味する。この最後の条件に暗黙の内に含まれているのは、男性も女性も安全で効果的で手頃なコストで自分達が選択できる家族計画の方法と、法律に反しないその他の避妊方法について、情報を与えられ利用できる権利と、女性が安全に妊娠・出産に臨むことができ夫婦が健康な乳幼児を産む最良の機会を得られるような、適切な医療サービスを利用できる権利である。—ICPD行動計画 7.2項、
この行動計画は、人口と開発との間に多くの関連性があることを強調し、人口統計学的目標の達成よりも個々の男性と女性のニーズを満たすことに重点を置いた新しい戦略を支持するものである。ICPDは、国際社会のための4つの質的・量的目標についてコンセンサスを得たが、最後の2つは、リプロダクティブ・ヘルスに特に関連するものである： 
- 妊産婦死亡率の削減： 妊産婦死亡率の低下と、国内および地理的地域、社会経済的グループ、民族的グループ間における妊産婦死亡率の格差縮小。
- 家族計画を含むリプロダクティブ・セクシュアル・ヘルス・サービスの利用：家族計画に関するカウンセリング、出産前のケア、安全な出産と出産後のケア、不妊症の予防と適切な治療、中絶の予防と中絶の結果の管理、生殖器感染症の治療、性感染症、その他の生殖に関する健康状態の治療、人間のセクシュアリティ、リプロダクティブ・ヘルス、責任ある親としてのあり方に関する教育とカウンセリング（必要に応じて）。HIV/AIDS、乳癌、不妊症、分娩、ホルモン療法、性転換療法（英語版）、中絶に関するサービスが利用できるようにすべきである。女性器切除（FGM）を積極的に阻止する。

このプログラムは、リプロダクティブ・ヘルスと権利に対する広範なアプローチの一環として2015年までの出来る限り早期に家族計画を普遍的に利用できるようにすることを提唱し、必要とされる国家資源と国際援助の水準の見積もりを提供し、各国政府にこれらの資源を利用できるようにすることを求めている。

## 持続可能な開発目標
国連が掲げる開発目標の半分は、2000年から2015年にかけてのミレニアム開発目標（MDGs）から始まった。リプロダクティブ・ヘルスは8つのうち5つ目の目標である。進捗状況を監視するため、国連は4つの指標に合意した：
- 避妊普及率
- 思春期の出産率
- 出産前の母子看護の適用範囲
- 家族計画のアンメット・ニーズ

進捗は遅く、2005年のWHOによると約55％の女性が充分な出産前ケアを受けておらず、24％が家族計画サービスを受けられなかった。MDGsは2015年に失効し、2016年から2030年までの期間はMDGsをカバーする合計17の目標を含む、持続可能な開発目標（SDGs）と呼ばれるより包括的な一連の目標に置き換えられた。17の目標はすべて包括的な性質を持ち互いに補完し合っているが、目標3は「あらゆる年齢のすべての人々の健康的な生活を確保し、ウェルビーイングを促進する」ことである。具体的な目標は、世界の妊産婦死亡率を出生10万人当たり70人未満に減少させること、新生児と子供の予防可能な死亡をなくすこと、事故死を世界全体で50％減少させること、薬物濫用とアルコールの治療と予防プログラムを強化することである。目標4は、質の高い教育を提供する上で誰一人取り残されてはならないとしている。目標4では特に障害者、先住民、脆弱な状況にある子供達を対象に含めることが具体的に言及されている。更に持続可能な開発目標5のターゲットの一つに、セクシュアル・リプロダクティブ・ヘルスへの普遍的なアクセスの確保が挙げられている。

## 職場とリプロダクティブ・ヘルス
リプロダクティブ・ヘルスは、職場での曝露によって影響を受ける可能性がある。生殖可能な時期に働く男性も女性も、職場で様々な化学的、物理的、心理社会的危険に曝されて、生殖能力に影響が及ぶ可能性がある。妊娠中も働き続ける女性が多いため、母子共に曝露される可能性が高くなる。

### 暴露経路
有害物質は呼吸（吸入）、皮膚接触、飲み込み（摂取）を通じて従業員の体内に入る可能性がある。妊娠中の労働者や妊娠を計画している女性は、生殖障害への曝露に特に注意する必要がある。一部の化学物質（アルコールなど）は母親の血液中を循環し、胎盤を通過して発育中の胎児に到達する。その他の有害物質は女性の健康全般に影響を及ぼし、胎児への栄養供給を低下させる可能性がある。一部の薬物や化学物質は、母乳を通じて母親の体を通過して乳児に移行することもある。放射線は母体を直接通過し、卵子や胎児に害を与える危険性がある。
生殖に関する危険は、全ての従業員や全ての妊娠に影響するわけではない。女性やその児に危害が及ぶか否かは、危険への曝露量、曝露時期、曝露時間、曝露方法、年齢、月経周期の段階、妊娠の段階、曝露時期などの個人的要因に左右される。例えばある有害物質への曝露は、月経周期の特定の時期にのみ排卵や妊娠を阻害する可能性がある。妊娠初期の3カ月間に暴露されれば、先天性欠損症や流産を引き起こし得る。妊娠後期の6カ月間に暴露されると、児の成長が遅れたり、脳の発達に影響をしたり、早産を引き起こしたりする可能性がある。
女性とその妊娠に影響を及ぼす有害物質は、その家族にも害を及ぼす可能性がある。知らず知らずのうちに、労働者は他の家族（大人も子供も）の健康に影響を与える有害物質を家に持ち帰ることがある。例えば労働者の皮膚、髪、衣服、靴、工具箱、車に付着した鉛が家に持ち込まれると、家族、特に幼い子供が鉛中毒になることがある。

### 職業が生殖に与える危害
化学的、物理的、心理社会的危険を含む多くの職業上の危険が生殖の健康、ひいては生殖の結果に影響を与える可能性がある。1,000を超える職場の化学物質が動物で生殖に影響を及ぼすことが示されているが、その殆どはヒトでは研究されていない。更に商業的に使用されている400万種類の混合化学物質の殆どは、まだテストされていない。
生殖に関する危険を持つものの例を以下に挙げる：
- 麻酔ガス[83]
- 抗悪性腫瘍剤（がん治療薬）[84][85]
- 化学消毒剤および滅菌剤[86]
- 2-エトキシエタノール（英語版）（2EE）や2-メトキシエタノール（2ME）などの一部のエチレングリコールエーテル[80]
- 二硫化炭素（CS2）[80]
- エポキシおよび樹脂[87]
- エチレンオキシド[88]
- ホルムアルデヒド[89]
- 熱[90]
- 感染性物質[91][80]
- 鉛およびその他の重金属[92]
- 騒音[93]
- 農薬[94]
- 電離放射線[95]
- 非電離放射線[96]
- 受動喫煙[97]
- 燃焼による煙および副産物[98]
- 溶剤[99]
- 交代勤務および長時間労働[100]
- 激しい身体的負担（長時間の立ち仕事、重いものを持ち上げる、屈むなど）[80]

多くの化学物質は生殖毒性について評価されておらず、職業暴露限度は妊娠していない成人に基づいて設定されている。成人にとって安全とされる曝露レベルは、胎児にとって安全であるとは限らない。

### 職場での暴露によるリプロダクティブ・ヘルスの問題
職場における危険は、次の様な生殖に関する健康問題を引き起こす可能性がある：
- 生殖能力の低下または不妊
- 勃起不全
- 月経周期および排卵障害
- 性ホルモンの不均衡に関連する女性の健康問題
- 流産
- 死産
- 早産または低出生体重児
- 出生異常
- 子供の発達障害
- 小児がん[101]

### 職業上の危害と男性のリプロダクティブ・ヘルス
職場で男性に生殖障害を引き起こすものとして、多くのものが特定されている：
- 鉛
- ジブロモクロロプロパン（英語版）
- カルバリル
- ジアミノトルエンおよびジニトロトルエン
- 二臭化エチレン
- プラスチック製造（スチレン、アセトン）
- エチレングリコールモノエチルエーテル
- 溶接
- ペルクロロエチレン
- 水銀蒸気
- 熱
- 軍事用レーダー
- 高濃度のクロルデコン
- 高濃度の臭素蒸気
- 高レベルの放射線
- 二硫化炭素
- 2,4-ジクロロフェノキシ酢酸（2,4-D）

職業上の危険に曝されると、次の様な影響が出る可能性がある：
- 精子の数：生殖に関する危険の中には、精子の実際の生成を止めたり遅らせたりするものがある。これは卵子と受精する精子の数が少なくなることを意味し、精子が作られない場合、男性は不妊となる。精子が全く作られなくなった場合、不妊症は永続的である。
- 精子の形状：生殖障害によって精子細胞の形状が変化することがある。これらの精子は泳ぎ難くなったり、卵子を受精させる能力が欠如していることが多々ある。
- 精子の運動性：危険な化学物質が精巣上体、精嚢、または前立腺に集まることがある。これらの化学物質は精子を殺したり、精子の泳ぎ方を変えたり、精子に付着して卵子や胎児に運ばれることがある。
- 性的能力：ホルモンの量の変化は性的能力に影響を与えることがある。アルコールのように勃起力に影響する化学物質もあれば、性欲に影響する化学物質もある。幾つかの薬物（合法・違法の両方）は性的能力に影響を与えるが、職場の危険の影響については殆ど知られていない。
- 精子の染色体：生殖に関する危険は精子の染色体に影響を及ぼす可能性がある。精子と卵子はそれぞれ受精時に23本の染色体を有している。これらの染色体に保存されているDNAは、その人の外見や身体の機能を決定する。放射線や化学物質はDNAの変化や切断を引き起こす可能性がある。精子のDNAが損傷すると卵子を受精できない可能性がある。また受精したとしても、胎児の発育に影響を与える可能性がある。一部の癌治療薬は、このような損傷を引き起こすことが知られている。しかし職場の危険が精子の染色体に与える影響については殆ど判っていない。
- 胎児の発育：損傷した精子が卵子と受精すると、卵子が適切に発育せず、流産や胎児の健康問題を引き起こす危険性がある。精液中に生殖に関する有害物質が含まれている場合は胎児が子宮内で暴露され、妊娠や出産後の児の健康に問題が生じる可能性がある。

### 職業上の危害と女性のリプロダクティブ・ヘルス
職場にある危険の中には、生殖に関する健康、妊娠する能力、胎児の健康に影響を与えるものがある。多くの女性は妊娠中も安全に仕事を続けることができるが、妊娠中や授乳中の女性にとって有害な曝露を伴う仕事もある。職場の生殖に関する危険によって引き起こされる可能性のある女性の健康問題には、以下のものがある：

#### 月経周期とホルモン分泌の乱れ
身体的または精神的ストレスが高かったり、農薬、ポリ塩化ビフェニル（PCB）、有機溶剤、二硫化炭素などの化学物質に曝されたりすると、脳、下垂体、卵巣のバランスが乱れることがある。この乱れによってエストロゲンとプロゲステロンのバランスが崩れ、月経周期の長さや規則性、排卵に変化が生じ得る。これらの性ホルモンは女性の全身に影響を及ぼすため、重度または長期にわたるホルモンの不均衡は、女性の健康全体に影響を及ぼす可能性がある。
月経周期や性ホルモンの分泌を乱す可能性のある危険には、以下の様なものがある：
- 各種の農薬
- 二硫化炭素（CS2）
- ポリ塩化ビフェニル（PCBs）
- 有機溶剤
- ジェット燃料
- 交代勤務

#### 不妊症と低受胎
カップル全体の約10％から15％が不妊症または低受胎性であり、1年間妊娠を試みても子供を妊娠できない状態である。受胎能力に影響を与える要因は多数あり、これらの要因はパートナーの一方または両方に影響する。女性の卵子や男性の精子の損傷、正常な月経周期を調節するのに必要なホルモンの変化などは、不妊症の原因となるほんの一例に過ぎない。大きく分類すると不妊の原因は男性の精子の損傷と女性の卵子の損傷とに分けられる。
不妊症は、正常な月経周期と子宮の成長の調節に必要なホルモンの変化によって引き起こされる可能性がある。女性の生殖能力を低下させる危険因子には以下の様なものがある：
- がん治療薬
- 鉛
- X線やガンマ線等の電離放射線
- 亜酸化窒素（N2O）

#### 流産と死産
妊娠の約1⁄6は流産、つまり予定外の妊娠の終了で終了する。流産は妊娠のごく初期、妊娠に気づく前に起こる場合もある。流産や死産は、以下の様な様々な理由で発生する：
- 卵子や精子が損傷を受けた為、卵子が受精できない／受精後に生存できない。
- 妊娠の維持に関するホルモンに異常がある。
- 胎児が正常に発育しない。
- 子宮体部／頸部に身体的な問題がある。

#### 先天性欠損症
先天性欠損症とは出生時に存在する身体的異常を意味するが、発見が遅れることもある。約2％～3％の児が、重大な先天異常を持って生まれてくる。殆どの場合、先天異常の原因は不明である。妊娠の最初の3ヶ月は内臓や四肢が形成される時期であるため、異常の原因となる要素について非常に敏感である。多くの女性は、この重要な時期の大部分において、自分が妊娠していることに気付いていない。

#### 低出生体重児と早産
米国で生まれる児の約7％が低体重児または未熟児である。日本での低出生体重児の割合は9%台中盤が続いている。これらのケースの殆どは、妊娠中の母親の栄養不良、喫煙、飲酒が原因であると考えられている。医療の向上により、多くの低体重児や未熟児が正常に発育・成長するようになったが、他の児に比べて生後1年間に病気になったり、死亡したりする可能性が高い。

#### 発育障害
胎児の脳が正常に発達せず、それが後年になって発達の遅れや学習障害に繋がることもある。米国では約10％の子供が何らかの発達障害を抱えている。このような問題は出生時には気づかれないことが多い。測定が困難で、一時的または永続的であり、軽度から重度のものまでの範囲に渡る。発達障害は、多動、注意力の低下、学習能力の低下、（重度の場合は）知的障害として現れることがある。

#### その他の健康上の問題
妊娠を希望していない女性であっても、生殖に関する危険が性ホルモンの分泌を変化させ、全身の健康が害される可能性がある。性ホルモンは女性の全身に影響を及ぼす。職場での暴露の中には、血液中のエストロゲンとプロゲステロンの濃度が不均衡になるものがある。この不均衡は、以下の様なリスクを高める可能性がある：
- 子宮内膜癌や乳癌などの一部のがん
- 骨粗鬆症
- 心疾患
- 体組織の喪失または弱体化
- 更年期障害の症状を含む脳と脊髄への影響[80]